# Thần phi
Thần phi (chữ Hán: 宸妃) là một tước hiệu được phong cho các phi tần trong thời phong kiến ở vùng Á Đông. Từ Thần (宸) trong mỹ hiệu mang ý nghĩa là "nơi ở của hoàng đế".

## Việt Nam

### Lý
- Thần phi Bùi Chiêu Dương, phi tần của Lý Anh Tông.

### Trần
- Đôn Từ Hoàng thái phi Lê thị, cung tần của Trần Minh Tông, nguyên phong Sung viên, mẹ của Trần Duệ Tông. Trần Nghệ Tông sau khi lập hoàng đệ Kính (tức Trần Duệ Tông sau này) đã truy tặng cho bà làm Quang Hiến Thần phi.
- Hiển Trinh Công chúa, tông thất nữ, chính thất của Trần Hiến Tông, được lập làm Thần phi.
- Gia Từ Hoàng hậu, nguyên phối của Trần Duệ Tông, mẹ của Trần Phế Đế, sơ phong Thần phi.
- Cung phi Nguyễn Thị Bích Châu, thứ phi của Trần Duệ Tông, tự vẫn trong lần theo vua đi đánh Chiêm Thành, được truy tặng làm Thần phi.

### Lê
- Thần phi Trịnh Thị Ngọc Lữ, một trong hai chính thất của Lê Thái Tổ, mẹ của Quận vương Lê Tư Tề. Khi Lê Tư Tề được vua cha tạm phong làm Quốc vương, bà Ngọc Lữ được lập làm Quốc thái mẫu. Sau khi con trai bị phế, bà cũng bị giáng làm Thần phi.
- Thần phi Nguyễn Thị Anh, cung phi của Lê Thái Tông, mẹ của Lê Nhân Tông, còn được biết với tôn hiệu là Tuyên Từ Hoàng thái hậu.

### Nguyễn
- Tá Thiên Nhân Hoàng hậu, nguyên cơ của Thánh Tổ Minh Mạng khi còn là Thái tử, mẹ của Hiến Tổ Thiệu Trị. Minh Mạng lên ngôi truy tặng cho bà làm Thần phi ở bậc Nhất giai.

## Trung Quốc

### Đường
- Nữ đế Võ Tắc Thiên, nguyên là thiếp thất của hai cha con Đường Thái Tông và Đường Cao Tông. Cao Tông có ý lập bà làm Thần phi nhưng bị quần thần phản đối nên thôi.

### Tống
- Lý Thần phi, phi tần của Tống Chân Tông, mẹ đẻ của Tống Nhân Tông, được phong tới chức Thuận dung. Lý Thuận dung ngã bệnh, được Thái hậu Lưu Nga (chánh cung của Chân Tông) ban phong làm Thần phi.

### Kim
- Tiêu Thần phi, phi tần của Hoàn Nhan Lượng.

### Minh
- Vạn Thần phi, thụy là Tĩnh Trang An Mục (靖莊安穆), phi tần của Minh Anh Tông.
- Thiệu Quý phi, phi tần của Minh Hiến Tông, trước được phong làm Thần phi.
- Trang Thuận Hoàng quý phi, phi tần của Minh Thế Tông, trước được phong làm Thần phi.

### Thanh
- Hải Lan Châu, phong hiệu Quan Thư cung Thần phi, sủng phi của Hoàng Thái Cực.